# Фритци Риджуэй
Фри́тци Ри́джуэй (англ. Fritzi Ridgeway; 8 апреля 1898, Мизула, Монтана — 29 марта 1961, Ланкастер, Калифорния) — американская джигитовщица, затем — актриса кино и водевилей, позднее — управляющая гостиницей.

## Биография
Фредерика Бернис Хоукс (настоящее имя актрисы) родилась 8 апреля 1898 года в городе Бьютт (Монтана) (некоторые источники утверждают, что в городе Мизула (Монтана)). Начальную школу окончила в Бьютте. Отец — Чарльз Фредерик Хоукс (1844—1937), мать — Люси Джулия Хоукс (до брака — Хаммерс; 1859—1938). Ещё в детстве была достаточно известной джигитовщицей, в юности стала появляться в водевилях, с 1916 года — сниматься в кино. Окончила Голливудскую старшую школу в Лос-Анджелесе.
23 декабря 1925 года Риджуэй вышла замуж за русского композитора Константина Бакалейникова (1896—1966), который эмигрировал в США из России в связи с Октябрьской революцией. С ним актриса прожила до самой своей смерти в 1961 году. Другие источники утверждают, что Фритци и Константин позднее развелись, и вторым мужем актрисы стал некий Уолтер Дилл Симм (1902—1981).
В 1928 году построила и стала хозяйкой гостиницы на 100 номеров Hotel del Tahquitz в городе Палм-Спрингс (Калифорния). Окончив карьеру киноактрисы в 1934 году, полностью посвятила себя гостиничному делу. Её гостиница была снесена в 1960 году.
Фритци Риджуэй скончалась 29 марта 1961 года от инфаркта миокарда в городе Ланкастер (Калифорния). Похоронена на кладбище Форест-Лаун.

## Избранная фильмография
За 18 лет кинокарьеры (1916—1934) Фритци Риджуэй снялась в 57 фильмах, причём 13 из них были короткометражными, а в трёх она не была указана в титрах.
- 1917 — Душа Гердера[англ.] / The Soul Herder — Джейн Браун
- 1919 — Когда доктора не согласны[англ.] / When Doctors Disagree — Виолет Хенни
- 1919 — Ненакрашенная женщина[англ.] / The Unpainted Woman — Эдна
- 1919 — ? / The Petal on the Current — Кора Кинили
- 1920 — Джуди из Разбойничьей гавани[англ.] / Judy of Rogue's Harbor — Оливия Кетчел
- 1922 — Старая усадьба[англ.] / The Old Homestead — Энн
- 1927 — Враг[англ.] / The Enemy — Митци Винкельманн
- 1929 — Герои ада[англ.] / Hell's Heroes — мать
- 1931 — Дамы Большого дома[англ.] / Ladies of the Big House — Рино Мегги
- 1932 — Фриско Дженни[англ.] / Frisco Jenny — мисс Джесси (в титрах не указана)
- 1934 — Маленький человек — что же дальше?[англ.] / Little Man, What Now? — гостья на вечеринке (в титрах не указана)
- 1934 — Мы снова живы / We Live Again — Рыжеволосая (в титрах не указана)

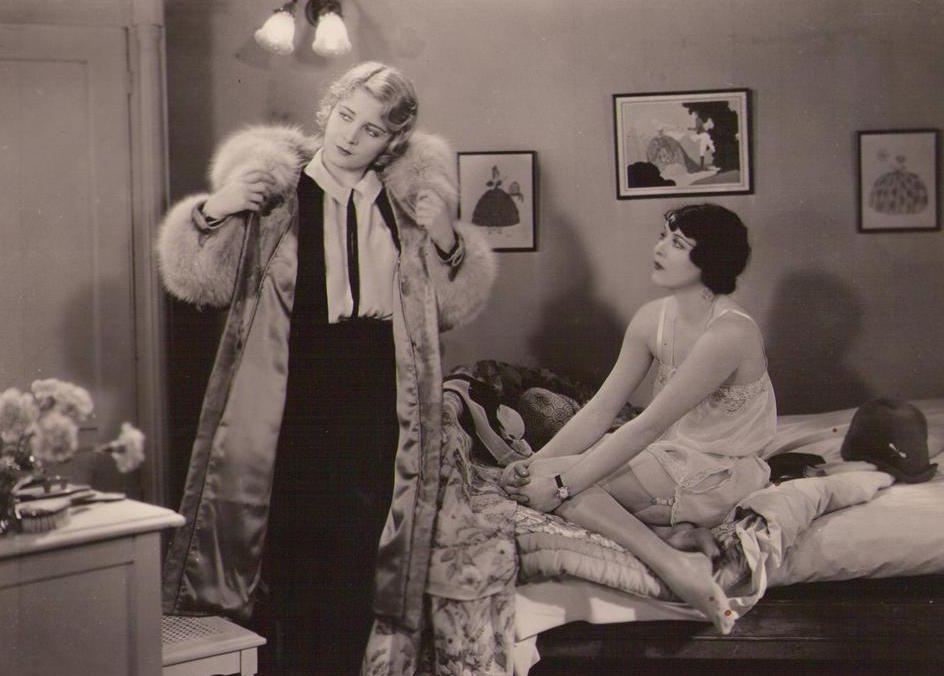
С Вильмой Банки (слева) в фильме «Это небеса» (1919)
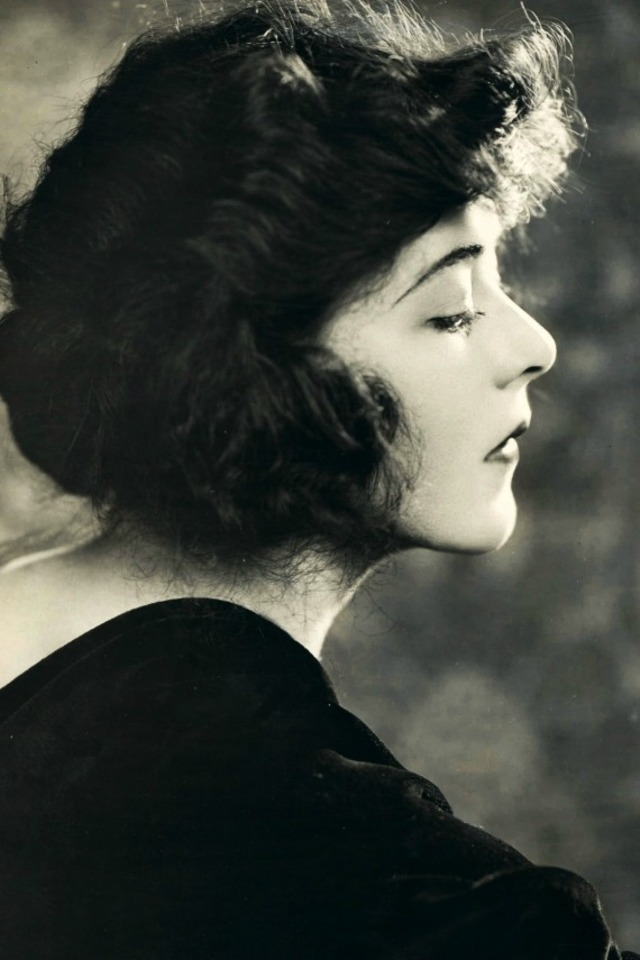
Фото ок. 1920 года
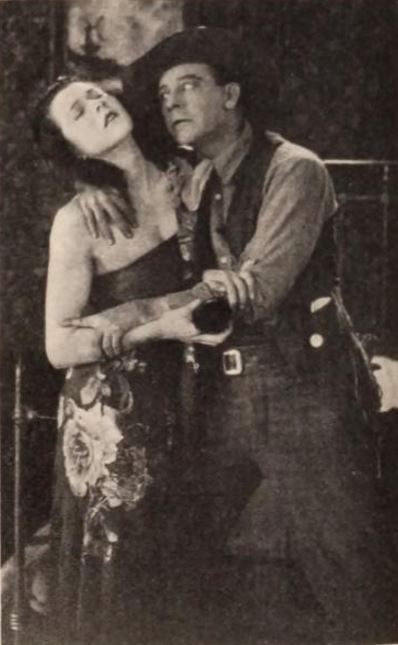
В фильме «Месть предателя» (1920 или 1921)
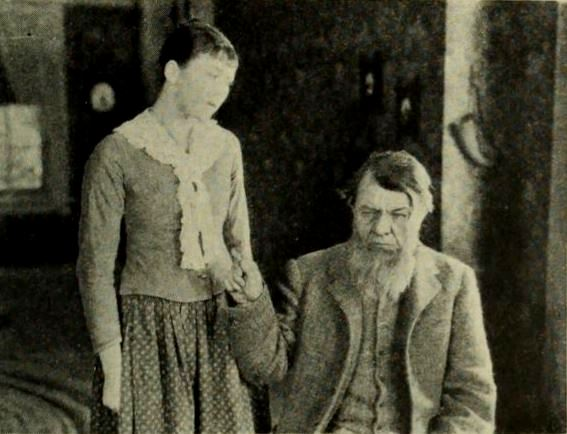
В фильме «Старая усадьба»[англ.] (1922)
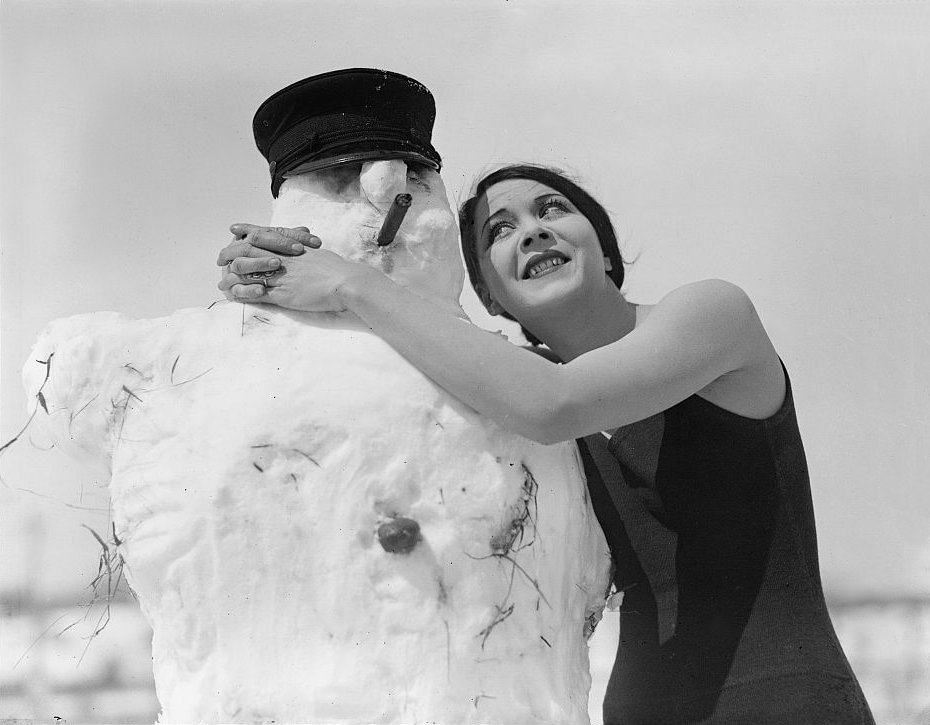
Фото 1924 года